# 曼氏狸藻
曼氏狸藻（学名：Utricularia mannii）為狸藻屬多年生附生食虫植物，为燕子狸藻组（Utricularia sect. Chelidon）下唯一的一个种。其种加词“mannii”来源于澳大利亚植物采集者P·曼（P. Mann）。曼氏狸藻为非洲热带的特有种，特别是几内亚湾的比奥科岛、圣多美和普林西比岛，及邻近内陆的喀麦隆和尼日利亚。曼氏狸藻附生于热带雨林中长满苔藓的树干上，海拔分布范围为500米至2100米。其花期为4月至11月。1865年，丹尼尔·奥利弗最先描述了曼氏狸藻。1986年，彼得·泰勒将其置于燕子狸藻组下。

## 外部連結
- 食虫植物照片搜寻引擎中曼氏狸藻的照片 （页面存档备份，存于）

 维基共享资源上的相關多媒體資源：曼氏狸藻
 維基物種上的相關：曼氏狸藻